# Raslay
Raslay är en kommun i departementet Vienne i regionen Nouvelle-Aquitaine i västra Frankrike. Kommunen ligger i kantonen Les Trois-Moutiers som tillhör arrondissementet Châtellerault. År 2022 hade Raslay 135 invånare.

## Befolkningsutveckling
Antalet invånare i kommunen Raslay
| Referens: INSEE |